# Centomila volte
Centomila volte è un singolo del cantante italiano Einar, pubblicato il 26 novembre 2018 come primo estratto dal primo album in studio Parole nuove.

## Descrizione
Il brano è stato presentato il 20 dicembre successivo a Sanremo Giovani 2018, vincendo la prima serata della manifestazione e consentendo all'interprete di qualificarsi al Festival di Sanremo 2019.
La canzone è stata scritta da Ivan Bentivoglio, Tony Maiello e Kikko Palmosi.

## Tracce
1. Centomila volte – 3:16